# Jełaneć
Jełaneć (ukr. Єланець) – osiedle typu miejskiego w obwodzie mikołajowskim Ukrainy, siedziba władz rejonu jełaneckiego.

## Historia
Status osiedla typu miejskiego posiada od 1968 roku.
W 1989 liczyło 5 852 mieszkańców.
W 2013 liczyło 4 951 mieszkańców.